# Endymion dormant
Endymion dormant (en italien : « Endimione dormiente »)  est une peinture à huile sur bois, réalisée par Cima da Conegliano, conservée à la Galerie nationale de Parme en Italie. 

## Histoire
Cette œuvre est entrée à la galerie nationale de Parme en même temps que son pendant, Le Jugement de Midas, grâce à son acquisition de la part de Marie-Louise (veuve de Napoléon), de la collection de la famille Dalla Rosa-Prati, descendante de Scipione Dalla Rosa, l'un des protagonistes les plus actifs de la vie culturelle de la Renaissance à Parme. Scipione, neveu du chanoine Bartolomeo Montini, fut en fait, l'intermédiaire entre le jeune Corrège et l'abbesse Jeanne de Plaisance (1479-1524) qui commanda à Cima di Conegliano le retable Montini de la cathédrale de Parme. 
La destination de cette œuvre et de son pendant n'est pas certaine, mais l'on suppose qu'elle faisait partie d'un coffre nuptial ou d'un instrument de musique à clavier.

## Description et style
Le tableau reprend le mythe mythologique d'Endymion qui constitue une source d'inspiration fréquente pour les peintres classiques occidentaux.